# HD 210300
HD 210300，又名CD-2817622，SAO 190930、HR 8446，是一颗恒星，视星等为6.44，位于銀經21.44，銀緯-54.42，其B1900.0坐标为赤經22h 4m 18.1s，赤緯-28° -54.42′ 2″。